# Pisa (dopływ Węgorapy)
Pisa (niem. Pissa, ros. Писса) – rzeka, dopływ Węgorapy. Płynie w obwodzie królewieckim.
Wypływa z Jeziora Wisztynieckiego. Uchodzi do Węgorapy, która po połączeniu z Instruczą tworzy Pregołę.